# Via Nomentana

Tracé de la via Nomentana en rouge.

La via Nomentana (aussi dénommée Via Ficulensis dans son premier tronçon) est une ancienne importante voie romaine consulaire reliant la ville de Rome à Nomentum (aujourd'hui Mentana) située à 23 km au nord-est de la capitale.
Son nom d'origine est via Ficulensis mais son prolongement jusqu'à Nomentum entraîne son changement de nom en via Nomentana.

## Histoire
C'est une ancienne voie romaine d'Italie, menant au nord-est de Rome à Nomentum, sur une distance de 23 km. Initialement appelée Via Ficulnensis en raison de son tracé original s'arrêtant au village de Ficulea à environ 13 km de Rome. Elle démarre à la porta Collina de la muraille Servienne, puis est au IIIe siècle bornée par le nouveau mur d'Aurélien à la porta Nomentana. Cette voie secondaire est ensuite prolongée jusqu'à Nomentum où elle finit quelques kilomètres plus loin par fusionner avec la via Salaria.
Le pape Pie IV décide de déplacer le premier tronçon vers 1560 et de l'initier à la porta Pia nouvellement construite par Michel-Ange.

## Archéologie
Les vestiges du pont Nomentano sont encore présents le long de la voie.
Elle abrite les catacombes de Sainte-Agnès. Le baron Joseph van der Linden d'Hooghvorst découvre dans les catacombes en 1840 le martyr romain Florius.
Depuis la fin des années 2000, des fouilles archéologiques sont menées par la Soprintendenza Speciale per i Beni Archeologici di Roma à certains points proches de bâtiments comme celui de la villa Torlonia. La présence de catacombes, supposée depuis le XIXe siècle, est confirmée le long de la via Nomentana par des fouilles en 2008-2009.
|                                                                                |
| La via Nomentana en numéro 4 sous le mur d'Aurélien par Giuseppe Vasi en 1747. |

|                                                           |
| The Via Nomentana, dessin daté de 1754 de Richard Wilson. |

|                                                                                      |
| Le pont Nomentano, un des ponts de la via Nomentana pendant les inondations de 2008. |

|                                                                            |
| Vestiges de l'ancienne via Nomentana, dans la localité de Sant'Alessandro. |

|                                |
| Détails de l'image précédente. |

|                                                                     |
| Localisation de la via Nomentana, à proximitié de Nomentum/Mentana. |

## Géographie
De nos jours, la via Nomentana traverse dans Rome les quartiers Nomentano, Salario, Trieste, Monte Sacro et Monte Sacro Alto pour se relier à la via Salaria au niveau de Monterotondo à environ 30 km au nord-est de la capitale.

## Annexe

#### Ouvrages
- (es) Andrea Carbonara et Messineo Gaetano, La vía Nomentana, Rome, Istituto Poligráfico del Estado, 1996 (ISBN 978-88-240-3864-5).
- (es) Giuseppe Cuccia, Roma. La vía Nomentana : De paseo papal a gran arteria urbana, Rome, Gangemi, 2007 (ISBN 978-88-492-1362-1).
- (it + en + fr) Vicario Salvatore, La vía Nomentana, Monterotondo, Barone, 1988.

#### Articles
- (en) Thomas Ashby, « Nomentana, Via », Encyclopædia Britannica, vol. 19,‎ 1911, p. 735 (lire sur Wikisource). .
- (it) Pietro Barbina, Marzia Di Mento, Melissa Marani, Chiara Peguiron, Gerardo Fratianni, ndrea Di Napoli, Francesco di Gennaro, Simone Santucci, Massimo Pesci, Mauro De Filippis et Barbara Barbaro, « Via Salaria/Via Nomentana », Bullettino della Commissione Archeologica Comunale di Roma, vol. 114,‎ 2013 (ISSN 0392-7636, lire en ligne, consulté le 25 juillet 2022).
- (it) Marina Ciceroni, « Via Tiburtina/Via Nomentana », Bullettino della Commissione Archeologica Comunale di Roma, vol. 97,‎ 1996, p. 279-282 (ISSN 0392-7636, lire en ligne, consulté le 25 juillet 2022).
- (it) Simona Morretta, Luca Bressanello, Nikitas Diamadis et Carla Galanti, « Via Nomentana », Bullettino della Commissione Archeologica Comunale di Roma, vol. 114,‎ 2013, p. 209-226 (ISSN 0392-7636, lire en ligne, consulté le 22 juillet 2022). .